# States of Alderney

Wappen von Alderney

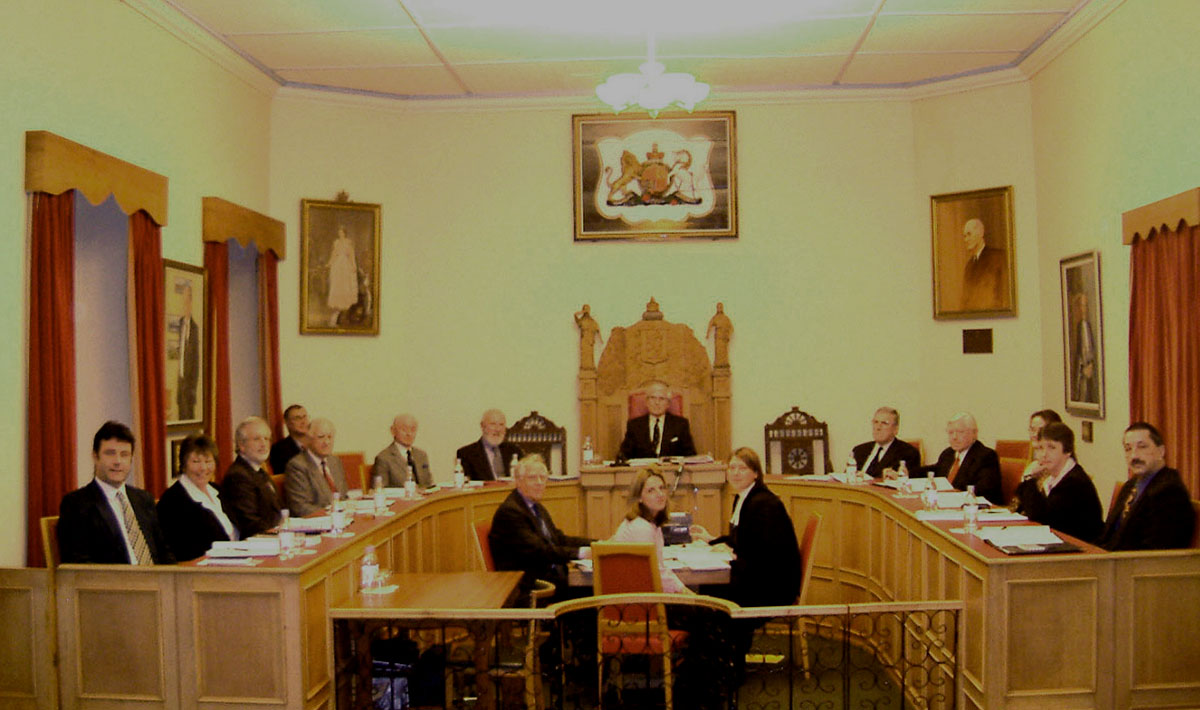
Sitzung im Plenarsaal der States of Alderney (2005).

Die States of Alderney sind das Parlament von Alderney, eine der Kanalinseln, die zur Kronbesitzung (Crown Dependency) des Vereinigten Königreichs Guernsey gehört. Den States of Alderney gehören zehn Mitglieder an.

## Regierung
Alderney ist ein selbstverwaltetes, demokratisches Territorium und eine der Hauptinseln der Vogtei (Bailiwick) Guernsey auf den Kanalinseln. Die Vogtei Guernsey und damit Alderney ist im Parlament von Westminster nicht vertreten. Gesetze des britischen Parlaments gelten nur dann für die Insel, wenn dies ausdrücklich vereinbart wurde. Obwohl die Ursprünge der States of Alderney unbekannt sind, funktionieren sie seit dem Mittelalter und ist damit eines der ältesten Parlamente der Welt.

### Das Abkommen von 1948(1948 Agreement)
Nach der Befreiung von Alderney von der Besetzung durch die deutsche Wehrmacht im Zweiten Weltkrieg am 16. Mai 1945 kehrte die Vorkriegsbevölkerung nur langsam zurück. Ein erstes Treffen der States nach dem Krieg fand im Januar 1946 statt. Bis Ende 1946 waren weniger als 50 Prozent der Vorkriegsbevölkerung zurückgekehrt und Grundstücksgrenzen waren nur schwer zu definieren. Bis 1947 hatten die States of Alderney wenig Orientierung und keine offensichtlichen Lösungen oder Geld, um die enormen Probleme zu lösen, mit denen sie konfrontiert waren. Dies führte zu dem Vorschlag, dass Guernsey die Verantwortung für Alderneys wichtigste öffentliche Dienstleistungen übernehmen sollte. Diese wurden als „übertragene Dienste“ (transferred services) bezeichnet, da die Verantwortung dafür auf Guernsey übertragen wurde. Durch das Alderney-Gesetz zur Anwendung der Gesetzgebung (Alderney (Application of Legislation) Law, 1948) von 1948 erhielt Guernsey das Recht, in allen Angelegenheiten Gesetze zu erlassen, die zur Erfüllung der ihm übertragenen Pflichten zur Führung der übertragenen Dienste erforderlich sind.

### „Übertragene Dienste“
Alderney genießt wie die anderen Kanalinseln und die Isle of Man grundsätzlich rechtlich völlige Autonomie, außer in Fragen der Außenpolitik und der Verteidigung. Allerdings wurden durch das formelle Abkommen von 1948, das zwischen den Regierungen von Alderney und den Guernsey geschlossen wurde, bestimmte Angelegenheiten an die States of Guernsey delegiert. Diese werden als „übertragene Dienste“ (transferred services) bezeichnet. Zu den übertragenen Dienstleistungen gehören: Polizeiarbeit, Zoll und Verbrauchsteuern, Flughafenbetrieb, Gesundheit, Bildung, soziale Dienste, Kinderbetreuung und Adoption. Allerdings behalten die States of Alderney die politische Kontrolle über die Luftfahrt von und zur Insel. Die States of Guernsey übernehmen die finanzielle, gesetzgeberische und administrative Verantwortung für den Flughafen, die Gesundheits-, Sozial- und Bildungsdienste, die Polizei und die Einwanderungsbehörde von Alderney. Als Gegenleistung für die Erbringung der übertragenen Dienstleistungen erhebt Guernsey von Alderney verschiedene Steuern und Abgaben.

## Der Präsident
Der Präsident (The President) ist die höchste bürgerliche Persönlichkeit in Alderney und wird von der Wählerschaft von Alderney für eine Amtszeit von vier Jahren gewählt. Es gibt keine verfassungsrechtliche Begrenzung der Anzahl der Amtszeiten, die sie absolvieren können. Alle vier Jahre findet im November desselben Jahres eine „Präsidentschaftswahl“ statt, bei der anstelle des Präsidenten, dessen Amtszeit in diesem Jahr abläuft, ein Präsident der States of Alderney gewählt wird. Wenn eine vorübergehende Vakanz im Amt des Präsidenten entsteht, benennen die States spätestens drei Monate nach der Vakanz einen Tag, an dem eine Nachwahl zum Präsidenten stattfinden soll, es sei denn, die Vakanz tritt mehr als drei Jahre und sechs Monate danach auf am Tag der vorangegangenen ordentlichen Präsidentschaftswahl; in diesem Fall bleibt die freie Stelle bis zur nächsten ordentlichen Präsidentschaftswahl unbesetzt.
Die Rolle des Präsidenten entspricht beziehungsweise ist ähnlich der des Sprechers des britischen Unterhauses, des Speaker of the House of Commons. Sie leiten die monatlichen Versammlungen der States und stellen sicher, dass korrekte verfassungsrechtliche Verfahren eingehalten werden. Die Sitzungen finden nach der Geschäftsordnung für Treffen der States of Alderney (Rules of Procedure for States Meetings) statt. Die Mitglieder der Staaten können gemäß Regel 14 (vormals Regel 6) der Geschäftsordnung schriftliche Fragen an Ausschüsse richten. Aufgabe des Präsidenten ist es ferner, für einen reibungslosen Ablauf des politischen Prozesses zu sorgen. Sie fungieren auch als Botschafter, vertreten die Insel in diplomatischen Angelegenheiten und treffen Würdenträger, die zu Besuch kommen. Die Präsidentschaft ist die jüngste einer Vielzahl politischer Ämter zur Regierung der Insel. Das Amt wurde 1949 nach einer neuen Verfassung gegründet, die Alderney als untergeordneten Teil der Bailiwick of Guernsey festlegte.
Der derzeitige Präsident William Tate hat das Amt seit 2019 inne.

## Mitglieder derStates of Alderney
In Alderney gibt es keine politischen Parteien. Die Regierung wird von den States, also der Legislative ausgeübt, die aus einem Präsidenten und zehn Mitgliedern besteht. Die routinemäßige Verwaltung wird von den drei Hauptausschüssen „Politik und Finanzen“ (Policy and Finance), „Allgemeine Dienste“ (General Services) und „Gebäude- und Entwicklungskontrolle“ (Building and Development Control) wahrgenommen. Diese drei Ausschüsse werden von den Mitgliedern der States geleitet und arbeiten jeweils unter einem anderen Mandat und verfügen über ein eigenes Budget. Darüber hinaus werden zwei Mitglieder der States als Vertreter für die States of Guernsey nominiert.

### Wahlen und Wählerverzeichnis
Alderney wählt sein eigenes Parlament. Es finden Wahlen für die Ämter des Präsidenten und der Mitglieder der States of Alderney statt. Alle vier Jahre findet eine Wahl für den Präsidenten und alle zwei Jahre für fünf der Mitgliedsstaaten statt. Die Wahlen für den Präsidenten und die Mitglieder finden an verschiedenen Tagen statt. Die im Wählerverzeichnis eingetragene Bevölkerung von Alderney ist wahlberechtigt. Die zehn Mitglieder der States of Alderney werden für eine Amtszeit von vier Jahren gewählt, wobei sich die Hälfte der Mitglieder alle zwei Jahre zur Wahl stellen muss, sodass das gesamte Parlament über einen Zeitraum von vier Jahren verändert wird.
Wähler können in das Wählerverzeichnis von Alderney eingetragen werden, wenn sie 17 Jahre oder älter, wo die Wahlberechtigung ab dem 18. Lebensjahr besteht, sie bis zum 15. Oktober des Jahres, in dem die Eintragung beantragt wird, 12 Monate lang ihren gewöhnlichen Wohnsitz in Alderney haben, sie ihren gewöhnlichen Wohnsitz in Alderney haben und keine Rechtsunfähigkeit besteht. Das Wählerverzeichnis Electoral Roll, manchmal auch „Wahlregister“ (Electoral Register) genannt, listet die Namen und Adressen aller Personen auf, die zum Wählen eingetragen sind. Eine Kopie des Wählerverzeichnisses wird im Hauptverwaltungsbüro zur Einsicht aufbewahrt.
Einwohner, die im Wählerverzeichnis eingetragen sind, aber am Wahltag nicht auf der Insel sein werden, haben zwei Alternativen:
- Briefwahl (Postal Vote)
- Stimmrechtsvertretung (Proxy Vote): Dadurch kann ein im Wählerverzeichnis eingetragener Verwandter oder Freund bestimmt werden, der am Wahltag im Namen des abwesenden Wählers seine Stimme abgibt.

Anträge sowohl für die Briefwahl als auch für die Stimmrechtsvertretung müssen mindestens zwei Tage vor der Wahl beim Vorstandsbüro registriert werden.

#### Voraussetzung für Kandidaturen zu denStates
Ein Kandidat muss seinen „gewöhnlichen Wohnsitz“ in Alderney haben, um gewählter Vertreter zu werden, wobei verschiedene Faktoren berücksichtigt werden (Ständiger Hauptwohnsitz, starke persönliche Bindung am Wohnsitz, häufigerer Aufenthalt in Alderney als im Ausland, Wohngewohnheitsmuster, bei dem die meisten Wähler davon ausgehen würden, dass man sich normalerweise in Alderney aufhält). In Zweifelsfällen findet eine Prüfung durch den Hauptverwaltungsbeamten (Chief Executive) statt, um die Aufenthaltssituation im rechtlichen Kontext zu bewerten und um eine Kandidatur zu klären. Ein Kandidat muss von einem Antragsteller und einem Stellvertreter nominiert werden, deren Namen im Wählerverzeichnis eingetragen sein müssen. Zu Kandidaturen hat die Regierung einen Leitfaden herausgegeben.

#### Ordentliche Wahlen, Volksabstimmungen und Nachwahlen
Der Termin einer Wahl ist nicht im Voraus festgelegt. Gemäß dem Gesetz der Regierung von Alderney aus dem Jahr 2004 benennen die Staaten von Alderney einen Tag, nicht vor dem 14. November und nicht später als dem 14. Dezember in einem Jahr (oder einem anderen Datum, das die States per Verordnung festlegen können). Es wird eine ordentliche Wahl abgehalten, um anstelle der Mitglieder, deren Amtszeit in diesem Jahr abläuft, Mitglieder der States zu wählen.
Alle zwei Jahre findet eine „Volksabstimmung“ (Plebiscite election) statt, bei der zwei Mitglieder der States ausgewählt werden, die Alderney in den States of Guernsey vertreten sollen.
Eine „Nachwahl“ (By-election) findet statt, wenn ein Mitglied der States zurücktritt. Sie findet innerhalb von drei Monaten nach dem Rücktritt eines Mitglieds statt. Falls sich der Rücktritt dem Ende der regulären Amtszeit nähert, wird bis zur ordentlichen Wahl gewartet. Wenn unter den Mitgliedern eine vorübergehende Vakanz auftritt, benennen die States spätestens drei Monate nach der Vakanz einen Tag, an dem eine Nachwahl abgehalten wird, es sei denn, die Vakanz tritt am oder nach dem 1. Juli des letzten Jahres der Amtszeit des Mitglieds auf, dessen Amt vakant geworden ist; in diesem Fall bleibt das vakante Amt bis zur nächsten ordentlichen Wahl unbesetzt.
Vor jeder Wahl findet in der Island Hall eine sogenannte Hustings statt. Dies ist eine Gelegenheit für die Wähler, jedem Kandidaten Fragen zu stellen. Das Verfahren kann variieren und wird in der Regel vorab beschrieben.

### Arbeit, Aufgaben und Gesetzgebung derStates
Die States of Alderney sind in vier Hauptausschüsse unterteilt: Ausschuss für Politik und Finanzen (Policy & Finance Committee), Ausschuss für allgemeine Dienste (General Services Committee), Ausschuss für wirtschaftliche Entwicklung (Economic Development Committee) und Ausschuss für Bau- und Entwicklungskontrolle (Building and Development Control Committee), die jeweils unter einem anderen Mandat arbeiten und über ein eigenes Budget verfügen. Darüber hinaus gibt es zahlreiche kleinere Ausschüsse.
Jeden Monat findet im Parlamentsgebäude, dem Court of Alderney, eine Versammlung der States statt, an der alle Mitglieder teilnehmen, um Berichte, Gesetzesentwürfe und andere Angelegenheiten zu diskutieren und zu debattieren. Den Vorsitz führt der Präsident der Insel.
Die States of Alderney verfügen über eigene Gesetzgebungsbefugnisse, abgesehen von Angelegenheiten der öffentlichen Ordnung und einigen übertragenen Dienstleistungen. Es kann auch seine Zustimmung zu Gesetzen erteilen, die von den States of Guernsey erlassen wurden. Primärgesetzgebung wird über das Justizministerium zur Genehmigung an den Geheimen Rat (Privy Council) an das Vereinigte Königreich übermittelt, während Sekundärgesetzgebung möglicherweise vor Ort genehmigt wird. Alderney hat eine einzige Regierungsebene und daher sitzen die Mitglieder der Exekutive auch in der Legislative. Die Ausarbeitung der Gesetze erfolgt durch die Justizbeamten der Krone in Guernsey.
Das Vereinigte Königreich betreut die Kanalinseln in den Bereichen Außenpolitik, Verteidigung, Fischereischutz und der Assoziierung der Inseln mit der Europäischen Union (EU).

### Derzeitige Zusammensetzung
Derzeitige Mitglieder der States of Alderney sind:
- Willan „Bill“ Abel: Erstmals gewählt im Oktober 2020. Im Dezember 2022 für eine Amtszeit von vier Jahren bis zum 31. Dezember 2026 in das Amt wiedergewählt.
- Ian Carter: Im Dezember 2020 für eine Amtszeit von vier Jahren bis zum 31. Dezember 2024 in das Amt gewählt.
- Kevin Gentle: Erstmals gewählt im Dezember 2018. Im Dezember 2020 für eine Amtszeit von vier Jahren bis zum 31. Dezember 2024 wieder ins Amt gewählt.
- Boyd Kelly: Im Dezember 2020 für eine Amtszeit von vier Jahren bis zum 31. Dezember 2024 in das Amt gewählt.
- Lin Maurice: Im September 2022 für eine Amtszeit von zwei Jahren bis zum 31. Dezember 2024 in das Amt gewählt.
- Steve Roberts: Erstmals gewählt im Mai 2013. Wiedergewählt im Dezember 2022 für eine Amtszeit von vier Jahren bis zum 31. Dezember 2026.
- Derwent Smithurst: Im Februar 2022 für eine Amtszeit von vier Jahren bis zum 31. Dezember 2026 in das Amt gewählt.
- Alex Snowdon: Erstmals gewählt im November 2016. Im Dezember 2020 für eine Amtszeit von vier Jahren bis zum 31. Dezember 2024 wieder ins Amt gewählt.
- Nigel Vooght: Im Dezember 2022 für eine Amtszeit von vier Jahren bis zum 31. Dezember 2026 in das Amt gewählt.
- Bruce Woodhead: Im Dezember 2022 für eine Amtszeit von vier Jahren bis zum 31. Dezember 2026 in das Amt gewählt.

### Vertreter in denStates of Guernsey
Alderney verfügt über zwei Sitze mit Stimmrecht bei den monatlichen Beratungssitzungen der States of Guernsey mit dem Ziel, die Steuerzahler von Alderney bei Entscheidungen in Guernsey zu vertreten. Die gewählten zwei Mitglieder der States of Alderney sind:
- Steve Roberts
- Alex Snowdon

### Rechte und Pflichten der Mitglieder

#### Interessenerklärung
Jedes Jahr im Mai müssen alle Mitglieder der States eine aktuelle Interessenerklärung (Declaration of Interestes) beim Königlichen Parlamentsregistrator (HM Greffier) einreichen. Die Interessenerklärung wird auf der Homepage der States beim jeweiligen Mitglied veröffentlicht.

#### Verhaltenskodex
Im Verhaltenskodex (Code of Conduct) wird dargelegt, was von den Mitgliedern erwartet wird und wie Vorwürfen wegen Fehlverhaltens nachgegangen werden kann. Wenn man eine Beschwerde wegen eines Verstoßes gegen den Verhaltenskodex durch ein Mitglied einreichen möchte, muss man sich schriftlich an den Präsidenten wenden, in dem man den Vorwurf darlegen und alle unterstützenden Beweise beifügen muss. Unbegründete Behauptungen werden vom Vorsitzenden des Gremiums nicht berücksichtigt. Beschwerdeführer müssen dem Vorsitzenden des Gremiums unterstützende Beweise vorlegen, und eine Beschwerde, die nur auf einem Medienbericht basiert, wird normalerweise nicht als begründete Behauptung behandelt. Anonyme Beschwerden werden nur in Ausnahmefällen berücksichtigt.

#### Aufwandsentschädigungen der Mitglieder
Die Mitglieder der States erhalten jährlich Zulagen in Höhe von 9.629 £. Die beiden Vertreter von Alderney in den States of Guernsey erhalten zusätzlich jeweils eine Zulage 20.629 £. Die den Mitgliedern gewährte Vergütung folgt den Empfehlungen gemäß den „Zulagen und Ausgaben für Mitglieder der States“ (States Members Allowance & Expenses). Die Zahlungen an Mitglieder der States, die Alderney in den Guernsey States of Deliberation vertreten, gemäß den Gehaltsregeln für Mitglieder der States (States Members’ Pay Rules).